# 科菲县 (田纳西州)
科菲縣（英語：Coffee County）是美國田納西州南部的一個縣。面積1,125平方公里。根據美國2000年人口普查，共有人口48,014人。縣治曼徹斯特 (Manchester)。
成立於1836年1月8日。縣名紀念1812年戰爭的民兵領袖約翰·科菲 (John Coffee)。